# Międzylas (Równianki)
Międzylas – część wsi Równianki w Polsce, położona w województwie lubelskim, w powiecie krasnostawskim, w gminie Rudnik. 
Międzylas wchodzi w skład sołectwa Równianki.
W latach 1975–1998 Międzylas położony był w województwie zamojskim.